# Dennis Appiah
Dennis Appiah (Toulouse, 9 juni 1992) is een Frans-Ghanees voetballer die doorgaans speelt als rechtsback. In januari 2023 verruilde hij FC Nantes voor Saint-Étienne.

## Clubcarrière
Appiah speelde als jonge voetballer in de jeugdopleidingen van Toulouse Pradettes en Toulouse Fontaines, voordat hij zich in 2007 aansloot bij de jeugd van AS Monaco. Bij de Monegaskische club voltooide hij die jeugdopleiding ook en in 2011 sloot de verdediger zich aan bij het eerste elftal van Monaco. Op 1 augustus 2011 mocht Appiah zijn professionele debuut maken. Tijdens het 0-0 gelijkspel tegen US Boulogne mocht hij de volle negentig minuten volmaken. In de zomer van 2013 vertrok Appiah weer uit Monaco; na drieëntwintig wedstrijden te hebben gespeeld voor de club, trok hij naar SM Caen. Daar tekende de verdediger een contract voor de duur van drie seizoenen. Na drie seizoenen verkaste de vleugelverdediger voor circa drie miljoen euro naar België, waar hij een vijfjarige verbintenis ondertekende bij Anderlecht. Na drie seizoenen verkaste de Fransman naar FC Nantes. Hier tekende hij voor vier seizoenen. Na drieënhalf jaar verliet hij Nantes om een niveau lager te gaan spelen, bij Saint-Étienne.

## Clubstatistieken
| Seizoen | Club          | Competitie      | Competitie | Competitie | Beker | Beker | Internationaal | Internationaal | Totaal | Totaal |
| Seizoen | Club          | Competitie      | Wed.       | Dlp.       | Wed.  | Dlp.  | Wed.           | Dlp.           | Wed.   | Dlp.   |
| ------- | ------------- | --------------- | ---------- | ---------- | ----- | ----- | -------------- | -------------- | ------ | ------ |
| 2011/12 | AS Monaco     | Ligue 2         | 17         | 0          | 1     | 0     | —              | —              | 18     | 0      |
| 2012/13 | AS Monaco     | Ligue 2         | 6          | 0          | 2     | 0     | —              | —              | 8      | 0      |
| 2013/14 | SM Caen       | Ligue 2         | 35         | 0          | 5     | 0     | —              | —              | 40     | 0      |
| 2014/15 | SM Caen       | Ligue 1         | 30         | 0          | 3     | 0     | —              | —              | 33     | 0      |
| 2015/16 | SM Caen       | Ligue 1         | 38         | 1          | 2     | 0     | —              | —              | 40     | 1      |
| 2016/17 | Anderlecht    | Eerste klasse A | 17         | 0          | 0     | 0     | 7              | 0              | 24     | 0      |
| 2017/18 | Anderlecht    | Eerste klasse A | 27         | 0          | 3     | 0     | 6              | 0              | 36     | 0      |
| 2018/19 | Anderlecht    | Eerste klasse A | 19         | 0          | 0     | 0     | 2              | 0              | 21     | 0      |
| 2019/20 | FC Nantes     | Ligue 1         | 19         | 0          | 3     | 0     | —              | —              | 22     | 0      |
| 2020/21 | FC Nantes     | Ligue 1         | 22         | 0          | 3     | 0     | —              | —              | 22     | 0      |
| 2021/22 | FC Nantes     | Ligue 1         | 32         | 0          | 5     | 0     | —              | —              | 37     | 0      |
| 2022/23 | FC Nantes     | Ligue 1         | 15         | 0          | 1     | 0     | 6              | 0              | 22     | 0      |
| 2022/23 | Saint-Étienne | Ligue 2         | 19         | 0          | 0     | 0     | —              | —              | 19     | 0      |
| 2023/24 | Saint-Étienne | Ligue 2         | 34         | 0          | 2     | 0     | —              | —              | 36     | 0      |
| 2024/25 | Saint-Étienne | Ligue 1         | 13         | 0          | 0     | 0     | —              | —              | 13     | 0      |
| Totaal  | Totaal        | Totaal          | 353        | 1          | 30    | 0     | 21             | 0              | 404    | 1      |

Bijgewerkt op 11 december 2024.

## Erelijst
| Competitie         |           |           |           |           |
| Competitie         | Aantal    | Jaren     |           |           |
| AS Monaco          | AS Monaco | AS Monaco | AS Monaco | AS Monaco |
| ------------------ | --------- | --------- | --------- | --------- |
| Ligue 2            | 1         | 2012/13   |           |           |
| Anderlecht         |           |           |           |           |
| Eerste klasse A    | 1         | 2016/17   |           |           |
| Belgische Supercup | 1         | 2017      |           |           |
| FC Nantes          |           |           |           |           |
| Coupe de France    | 1         | 2021/22   |           |           |